# Sveland Djurförsäkringar
Sveland Djurförsäkringar är ett försäkringsbolag inom området djur och har cirka 100 000 försäkringstagare. Bolaget grundades i Lund, 1911. Sveland Djurförsäkringar är ett ömsesidigt försäkringsbolag vilket innebär att det är kundägt. Huvudkontoret finns i Lund.

## Bolagets historia
Den 22 juni 1911 registrerades Skånes Mindre Jordbrukares Ömsesidiga Kreatursförsäkringsförening. Föreningen hade då sitt säte i Lund och grundades bland lantbrukare som ville främja personer som tog väl hand om sina hästar. Det innebar att föreningen inledningsvis vände sig till dem som hade högst fyra arbetshästar. Året därpå utvecklades det även en nötkreatursförsäkring för lantbrukare med mindre besättningar. En svinförsäkring infördes 1918 men på grund av dåligt resultat och litet intresse avvecklades den redan 1923.
Hästförsäkringarna var störst i bolaget och 1935 var över 12 900 hästar försäkrade i föreningen. Några år senare blir det möjligt att även försäkra foster- och fölförsäkring samt en masskadeförsäkring för nötkreatur. 
Ett namnbyte gjordes 1950 till Skånes Jordbrukares ömsesidiga kreatursförsäkringsbolag. Under 1950-talet lanserades även en livförsäkring för hundar, en får- och getförsäkring och verksamhetsområdet utökades till Blekinge.
På 1960-talet fick bolaget rätt att verka även i Halland och Kronobergs län. Under mitten av 1960-talet utvecklades djurförsäkringarna. Från att enbart varit livförsäkringar kom nu möjligheten att välja till veterinärvårdsförsäkring för häst, hund och katt.
Bolaget bytte namn till Sydsvensk Djurförsäkring i och med att man fick koncession att teckna djurförsäkringar även i Jönköpings och Kalmar län samt på Öland. 1983 flyttade bolaget sitt kontor från Lund till Hässleholm och året därpå överförde Göinge Kreatursförsäkringsförening sitt bestånd till bolaget.
Bolaget ändrade namn till Svensk Djurförsäkring när det 1985 fick koncession för hela Sverige. Samma år introducerades en hjortförsäkring. Senare under 1980-talet tar bolaget över Allmänna Hagelskadebolaget varpå att man bytte namn igen till Svensk Djur- & Hagelförsäkring. 1988 tecknades ett samarbetsavtal med Trygg-Hansa och Sockenbolagens Försäkrings AB om förmedling av bolagets försäkringar.
På 1990-talet började sak- och motorfordonsförsäkringar förmedlas inom Skåne, som generalagent för Sockenbolagens Försäkrings AB (Sofab). Bolaget fick ett nytt namn, SveLand Försäkringar, i och med att man nu hade flera affärsområden. Samgåendeavtal slöts med två regional djurförsäkringsbolag i Skåne, Luggude härads häst- och kreatursförsäkringsbolag och Rönneberga, Onsjö och Harjagers häraders kreatursförsäkringsbolag.
Från 2001 och framåt gjordes flera förändringar på djurförsäkringarna, bland annat infördes juniorförsäkringar för föl, valpar och kattungar. 2002 inleddes en satsning på sakförsäkringsaffären. Detta skedde genom en ökad marknadsorganisation och samarbete med mäklare och fristående sparbanker. För att möjliggöra expansion bildades under 2004 Sakförsäkringar AB, där SveLand Försäkringar var huvudägare. Dotterbolaget Sakförsäkringar AB såldes i april 2010 till Trygg-Hansa. 
Bolaget återgick därmed 2010 till sin kärnverksamhet, djurförsäkringar, och ändrade bolagsnamnet till Sveland Djurförsäkringar Ömsesidigt. 
Smådjursförsäkringarna utvecklades under 2010 att omfatta ännu fler sällskapsdjur, exempelvis tamkanin, hamster och minigris. En försäkring för alpackor lanserades under 2012 och nya anpassade försäkringsprodukter för hund lanserades under 2014.
2018 övertog Gjensidige försäkringarna för lantbruksdjur. 
Den 1 maj 2019 flyttade bolaget tillbaka till Lund, där man en gång startade företaget. 

## Verksamhet
Bolaget har ett 60-tal anställda samt ett 80-tal försäkringsombud runt om i landet. 2014 hade Sveland Djurförsäkringar en marknadsandel inom djurförsäkring som uppgick till cirka 10 procent.
De största produkterna i bolaget är hund- och hästförsäkringar. Totalt är ungefär 150 000 djur försäkrade hos Sveland Djurförsäkringar. Bolaget har störst andel försäkringstagare i Skåne län. Försäkringsbolagets samlade premieinkomst 2013 uppgick till drygt 280 miljoner kronor.
Sveland Djurförsäkringar arrangerar Sveland Cup i samarbete med lokala ridklubbar, Betfor, Nipet och Tidningen Ridsport. Sveland Cup är en rikstäckande tävling för ungdomar som tävlar i hoppning i motsvarande LB med ponny (80, 90, 100 cm) samt med häst (110 cm). 
Svelands Stiftelse för djurens hälsa och livskvalité främjar vetenskaplig forskning och utveckling som har betydelse för djurs hälsa ur ett etiskt och medicinskt perspektiv. Sveland Djurförsäkringar för varje år över en andel av sin vinst till stiftelsen.

### Sveland Arena
Sveland Arena sponsras av Sveland Djurförsäkringar och ligger i Skyrup utanför Hässleholm. Den ägs och drivs av Anna Wemlerth och räknas som Sveriges största utomhusarena för hoppsport.

## Ombudsman
- 1911-1915	John E. Johnsson
- 1915-1937 	Nils Persson
- 1937–1942 	John Andersson
- 1942-1950 	Sven E. Hansson

## Verkställande direktör
- 1950-1973 	Sven E. Hansson
- 1974-1997 	Hans Truedsson
- 1997-1997 	Jörgen Hansson
- 1998-2001 	Ted Velander
- 2001-2010 	Anders Strand
- 2010-2018 	Anette Henriksson
- 2019-2021 	Pål Alfvegren
- 2021-             Linda Kreutz